# Océanite à gorge blanche
Nesofregetta fuliginosa
Genre
Espèce
Synonymes
- Fregatta moestissima
- Fregatta amphirite
- Fregetta moestissima
- Nesofregatta moestissima
- Nesofregetta albigularis
- Nesofregetta fuliginosa albigularis
- Nesofregetta fuliginosa fuliginosa
- Nesofregetta fuliginosa moestissima
- Procellaria albigularis
- Procellaria fuliginosa

Statut de conservation UICN

 EN C2a(i) : En danger
L'Océanite à gorge blanche (Nesofregetta fuliginosa) est une espèce d'oiseaux de la famille des Oceanitidae.

## Répartition
Cette espèce vit au Chili, en Polynésie française, aux Kiribati, en Nouvelle-Calédonie, au Vanuatu, et possiblement aux Samoa, aux Samoa américaines et aux Fidji.